# 函館市企業局
函館市企業局（はこだてしきぎょうきょく）は、北海道函館市の地方公営企業である。函館市内において、水道事業、簡易水道事業、温泉事業（温泉供給事業、公衆浴場事業）、公共下水道事業、軌道事業を行っている。

## 概要
2011年（平成23年）4月1日に、水道・下水道と湯の川温泉・谷地頭温泉の温泉供給事業を行っている水道局と、軌道事業（函館市電）を行っている交通局を統合して発足し、統合後は旧水道局が上下水道部、旧交通局が交通部となった。本部は末広町にある上下水道部側に置かれている。

## 事業
- 水道事業 - 函館市全域
- 簡易水道事業
- 温泉事業
  - 温泉供給事業・維持管理事業 - 湯川温泉・谷地頭温泉
- 公共下水道事業 - 函館市の一部
- 売電事業 - 赤川高区浄水場水力発電所
- 軌道事業 - 函館市電

## 組織
以下の3部が置かれている。
- 管理部
  - 総務課
  - 経営企画課
  - 経理課
  - 料金課
  - 東部営業所
    - 戸井支所、恵山支所、椴法華支所、南茅部支所の所管区域内の水道メーター・水道料金を管轄。

旧水道局管理部に旧交通局の経理部門を包括した。
- 上下水道部
  - 業務課
  - 管路整備室
    - 上下水道の管路の維持管理
    - 温泉供給・施設及び資源の維持管理

  - 浄水課
  - 終末処理場
- 交通部
  - 安全推進課
  - 事業課
  - 施設課